# Championnats du monde de patinage artistique 1906
Navigation
Mondiaux 1905 Mondiaux 1907
Les championnats du monde de patinage artistique 1906 ont lieu du 28 au 29 janvier 1906 à la patinoire extérieure de Davos en Suisse pour les Dames, et le 4 février 1906 à Munich dans le royaume de Bavière situé dans l'Empire allemand pour les Messieurs.
Ce sont les premiers mondiaux pour la catégorie individuelle féminine. Les premiers championnats européens des Dames n'ont lieu que vingt-quatre ans plus tard en 1930 à Vienne.
La compétition des Dames à Davos a lieu les mêmes jours et au même endroit que la compétition européenne des Messieurs.

## Podiums
| Épreuves                      | Or            | Argent          | Bronze          |
| ----------------------------- | ------------- | --------------- | --------------- |
| Messieurs résultats détaillés | Gilbert Fuchs | Heinrich Burger | Bror Meyer      |
| Dames résultats détaillés     | Madge Syers   | Jenny Herz      | Lily Kronberger |

## Tableau des médailles
| Rang  | Nation      | Or | Argent | Bronze | Total |
| ----- | ----------- | -- | ------ | ------ | ----- |
| 1     | Allemagne   | 1  | 1      | 0      | 2     |
| 2     | Royaume-Uni | 1  | 0      | 0      | 1     |
| 3     | Autriche    | 0  | 1      | 0      | 1     |
| 4     | Hongrie     | 0  | 0      | 1      | 1     |
| 4     | Suède       | 0  | 0      | 1      | 1     |
| Total | Total       | 2  | 2      | 2      | 6     |

## Détails des compétitions

### Messieurs
| Rang | Nom             | Nation    | Places | Points | Fig. impo. | Prog. libre |
| ---- | --------------- | --------- | ------ | ------ | ---------- | ----------- |
| 1    | Gilbert Fuchs   | Allemagne | 5      | 737.4  | 1          | 1           |
| 2    | Heinrich Burger | Allemagne | 14     | 632.8  | 4          | 2           |
| 3    | Bror Meyer      | Suède     | 17     | 606.2  | 2          | 4           |
| 4    | Karl Zenger     | Allemagne | 20     | 593.4  | 5          | 3           |
| 5    | Per Thorén      | Suède     | 23     | 590.4  | 3          | 6           |
| 6    | Anton Steiner   | Autriche  | 27     | 532.8  | 6          | 5           |
| 7    | Martin Gordan   | Allemagne | 34     | 439.8  | 7          | 7           |

### Dames
| Rang | Nom                      | Nation      | Places | Points | Fig. impo. | Prog. libre |
| ---- | ------------------------ | ----------- | ------ | ------ | ---------- | ----------- |
| 1    | Madge Syers              | Royaume-Uni | 5      |        |            |             |
| 2    | Jenny Herz               | Autriche    | 13     |        |            |             |
| 3    | Lily Kronberger          | Hongrie     | 13.5   |        |            |             |
| 4    | Elsa Rendschmidt         | Allemagne   | 21.5   |        |            |             |
| 5    | Dorothy Greenhough-Smith | Royaume-Uni | 22     |        |            |             |